# Ouratea lanceolata
Ouratea lanceolata là một loài thực vật có hoa trong họ Ochnaceae. Loài này được (Baker) Baill. mô tả khoa học đầu tiên năm 1886.